# Manfred Sader (Politiker)
Manfred Sader (* 1. September 1936 in Schönfließ; † 20. Dezember 2009 ebenda) war ein deutscher Politiker (SED). Er war Oberbürgermeister von Schwedt und später von Eisenhüttenstadt in der DDR.

## Leben
Nach dem Abitur studierte er in Dresden, wurde Diplom-Ingenieur und arbeitete ab 1972 als stellvertretender Produktionsdirektor im Eisenhüttenkombinat Eisenhüttenstadt. Im Jahr 1960 wurde er Mitglied der SED. Bis 1979 war er Vorsitzender der Stadtplankommission Eisenhüttenstadt.
Vom 19. Januar 1979 bis 1983 war er Oberbürgermeister der Stadt Schwedt (Nachfolger von Klaus-Dieter Hahn). Nach einem weiteren Studium war er von September 1985 bis zu seinem krankheitsbedingten Ausscheiden am 21. Dezember 1988 Oberbürgermeister von Eisenhüttenstadt (Nachfolger von Werner Viertel). Sader war Mitglied des Sekretariats der SED-Kreisleitungen Schwedt und Eisenhüttenstadt. Am 19. September 1986 besiegelte er im Saarland die erste deutsch-deutsche Städtepartnerschaft zwischen Saarlouis und Eisenhüttenstadt.
Sader war verheiratet und hatte drei Kinder.

## Auszeichnungen
- 1982 Vaterländischer Verdienstorden in Bronze

## Weblink
- Nachruf in der Märkischen Oderzeitung (Memento vom 23. Januar 2011 im Internet Archive)